# Ponta Cassa
Ponta Cassa ist eine osttimoresische Siedlung im Suco Ainaro (Verwaltungsamt Ainaro, Gemeinde Ainaro).

## Geographie
Die Siedlung Ponta Cassa liegt an der Südspitze der Aldeia Builico in einer Meereshöhe von 300 m, an der Überlandstraße von Ainaro in das Dorf Cassa. Der nächste Nachbar im Norden ist das Dorf Builico.
Ponta Cassa liegt am Nordufer des Sarai. Südwestlich der Siedlung vereinigt sich der Fluss mit dem Maumall zum Buronuno. Die Flüsse gehören zum System des Belulik.